# Mytilopsis albifrons
Mytilopsis albifrons är en bladmossart som beskrevs av Richard Spruce. Mytilopsis albifrons ingår i släktet Mytilopsis och familjen Lepidoziaceae. Inga underarter finns listade i Catalogue of Life.